# 교회학자

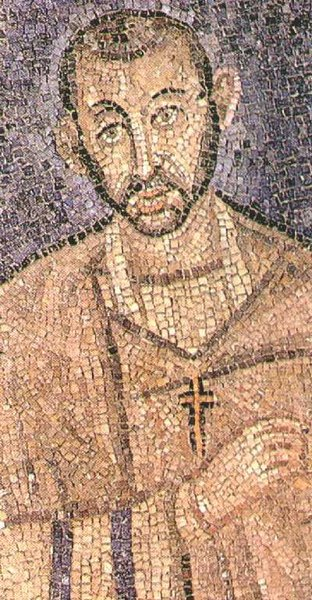

교회학자(敎會學者, 라틴어: Doctores ecclesiae) 또는 교회박사(敎會博士)는 기독교에서 주로 신학이나 교리 분야의 발전 및 보호에 크게 기여한 공로를 인정받은 사람에게 주어지는 명칭이다.

## 교회학자 명단
| 이름                                                         | 출생               | 사망                 | 추대 날짜 | 출신지     | 직업                          |
| ------------------------------------------------------------ | ------------------ | -------------------- | --------- | ---------- | ----------------------------- |
| 시에나의 성녀 가타리나                                       | 1347년             | 1380년 4월 29일      | 1970년    | 이탈리아   | 수녀, 신비가                  |
| 성 대 그레고리오                                             | 540년              | 604년 3월 12일       | 1298년    | 이탈리아   | 교황                          |
| 나지안주스의 성 그레고리오                                   | 329년              | 389년 1월 25일       | 1568년    | 카파도키아 | 콘스탄티노폴리스 대주교       |
| 리지외의 성녀 데레사, Doctor Amoris (사랑의 학자)            | 1873년             | 1897년 9월 30일      | 1997년    | 프랑스     | 수녀                          |
| 아빌라의 성녀 데레사                                         | 1515년             | 1582년 8월 4일       | 1970년    | 스페인     | 수녀, 신비가                  |
| 성 대 바실리오                                               | 330년              | 379년 1월 1일        | 1568년    | 카파도키아 | 카에사리아의 주교             |
| 성 아우구스티노, Doctor Gratiae (은총의 학자)                | 354년              | 430년 8월 28일       | 1298      | 북아프리카 | 히포의 주교                   |
| 성 암브로시오                                                | 340년경            | 397년 4월 4일        | 1298      | 이탈리아   | 밀라노의 주교                 |
| 성 예로니모                                                  | 347년경            | 420년 9월 30일       | 1298년    | 달마티아   | 추기경                        |
| 성 요한 크리소스토모                                         | 347년              | 407년                | 1568년    | 시리아     | 콘스탄티노폴리스 대주교       |
| 성 아타나시오                                                | 298년              | 373년 5월 2일        | 1568년    | 이집트     | 알렉산드리아 총대주교         |
| 성 토마스 아퀴나스, Doctor Angelicus (천사적 학자)           | 1225년             | 1274년 3월 7일       | 1568년    | 이탈리아   | 수사신부, 신학자              |
| 성 보나벤투라, Doctor Seraphicus (세라핌 학자)               | 1221년             | 1274년 7월 15일      | 1588년    | 이탈리아   | 추기경, 신학자, 수도회 총회장 |
| 성 안셀모, Doctor Magnificus (아름다운 학자)                 | 1033년 또는 1034년 | 1109년 4월 21일      | 1720년    | 이탈리아   | 캔터베리 대주교               |
| 성 이시도로                                                  | 560년              | 636년 4월 4일        | 1722년    | 스페인     | 세빌랴의 주교                 |
| 성 베드로 크리솔로고                                         | 406년              | 450년                | 1729년    | 이탈리아   | 라벤나의 주교                 |
| 성 대 레오                                                   | 400년              | 461년 11월 10일      | 1754      | 이탈리아   | 교황                          |
| 성 베드로 다미아노                                           | 1007년             | 1072년 2월 21일/22일 | 1828      | 이탈리아   | 추기경                        |
| 클레르보의 성 베르나르도, Doctor Mellifluus (달콤한 학자)    | 1090년             | 1153년 8월 21일      | 1830년    | 프랑스     | 사제                          |
| 푸아티에의 성 힐라리오                                       | 300년              | 367년                | 1851년    | 프랑스     | 푸아티에의 주교               |
| 성 알폰소 리구오리, Doctor Zelantissimus (열정적 박사)       | 1696년             | 1787년 8월 1일       | 1871년    | 이탈리아   | 주교, 구속주회 창립자         |
| 성 프란치스코 살레시오, Doctor Caritatis (자선의 학자)       | 1567년             | 1622년 12월 28일     | 1877년    | 프랑스     | 제네바의 주교                 |
| 알렉산드리아의 성 치릴로, Doctor Incarnationis (강생의 학자) | 376년              | 444년 6월 27일       | 1883      | 이집트     | 알렉산드리아 총대주교         |
| 예루살렘의 성 치릴로                                         | 315년              | 386년                | 1883년    | 예루살렘   | 예루살렘 총대주교             |
| 다마스쿠스의 성 요한                                         | 676                | 749년 12월 5일       | 1883년    | 시리아     | 사제, 수사                    |
| 가경자 베다*                                                 | 672년              | 735년 5월 27일       | 1899      | 잉글랜드   | 사제, 수사                    |
| 성 에프렘*                                                   | 306년              | 373년                | 1920년    | 시리아     | 부제                          |
| 성 베드로 가니시오                                           | 1521               | 1597년 12월 21일     | 1925년    | 네덜란드   | 사제                          |
| 십자가의 요한, Doctor Mysticus (신비적 학자)                 | 1542년             | 1591년 12월 14일     | 1926년    | 스페인     | 사제, 신비가                  |
| 성 로베르토 벨라르미노                                       | 1542년             | 1621년 9월 17일      | 1931년    | 이탈리아   | 추기경, 신학자                |
| 알베르투스 마그누스, Doctor Universalis (보편적 학자)        | 1193               | 1280년 11월 15일     | 1931      | 독일       | 주교, 신학자                  |
| 파도바의 성 안토니오, Doctor Evangelicus (복음적 학자)       | 1195년             | 1231년 6월 13일      | 1946년    | 포르투갈   | 사제                          |
| 브린디시의 성 라우렌시오, Doctor Apostolicus (사도적 학자)   | 1559               | 1619년 7월 22일      | 1959년    | 이탈리아   | 사제, 외교관                  |